# معبد النجوم
معبد النجوم هو معبد قديم يُزعم أنه يقع حول غلاستونبري في سومرست، إنجلترا.

## الأصل
يزعم البعض أن المعبد يمثل مشهداً طبيعياً أرضياً هائلاً للأبراج، ويعد خريطة للنجوم على نطاق هائل تتكون من معالم في المناظر الطبيعية (طرق، جداول، وحدود الحقول، وما إلى ذلك). طرحت كاثرين مالتوود ‏ لأول مرة هذه النظرية في عام 1934، وهي فنانة «اكتشفت» الأبراج في رؤيا، وأكدت أن «المعبد» قد أنشأه السومريون حوالي 2700 قبل الميلاد. ثم أعادت إماري كين إحياء الفكرة في عام 1969 في مقال في مجلة غاندالف غاردين (العدد 4) والتي، بالمقارنة مع رواية مالتوود، قلبت برج العقرب رأساً على عقب، وأضافت راهباً إلى برج الجوزاء، وعدلت مخططات برج الجدي، برج الميزان وبرج الأسد.
يلعب المعبد دوراً مهماً في العديد من النظريات الخفيانية، فقد ارتبط بأسطورة الكأس المقدسة، وأوثر بندراغون، والملك آرثر (وفقاً لبعض الأساطير المدفونة في غلاستونبري).

## النقد
فُحصت الفكرة من خلال دراستين مستقلتين، واحدة من قبل إيان بورو في عام 1975 والأخرى في عام 1983 من قبل توم ويليامسون وليز بيلامي، باستخدام الأساليب القياسية للبحث التاريخي للمناظر الطبيعية. وخلصت الدراستان إلى أن الأدلة تناقض الفكرة. حيث كانت عين الجدي التي حددتها مالتوود عبارة عن كومة من القش. كما كان الجناح الغربي لطائر الفينيق في برج الدلو طريقاً وُضع في عام 1782 للتجول حول غلاستونبري، وتظهر الخرائط القديمة التي يعود تاريخها إلى عشرينيات القرن السادس عشر أن الطريق لم يكن له وجود سابق. يتكون قارب السرطان (وليس سرطان البحر كما هو متوقع) من شبكة من خنادق ومسارات الصرف من القرن الثامن عشر. توجد بعض مسارات العصر الحجري الحديث المحفوظة في خث المستنقع الذي كان يشتمل في السابق على معظم المنطقة، ولكن لا يوجد أي من المسارات المعروفة يتطابق مع خطوط معالم الأبراج.
علق مؤرخ غلاستونبري جيفري آش قائلاً: «هذه الظاهرة تشبه اختبار لطخة الحبر رورشاخ، أو رؤية الصور في النار»، و«لا يتفق مكتشفو الأبراج بأنفسهم على هذه الأشكال الواضحة. لقد درست هذه الصور؛ وأنا أعرف ما يجب أن أراه؛ أحاول بصدق أن أرى، لكن ببساطة لايمكنني».
لا يوجد أي دعم لهذه النظرية، أو لوجود «المعبد» بأي شكل من الأشكال، من علماء الآثار التقليديين أو المؤرخين العاديين.

## رَوابط خَارجيَّة
- خارطة الأبراج